# Central Park Place
Central Park Place is een wolkenkrabber in New York. Het gebouw staat op 301 West 57th Street en werd in 1988 opgeleverd.

## Ontwerp
Central Park Place is 191,42 meter hoog en telt 56 verdiepingen. Het is door Davis, Brody & Associates in postmodernistische stijl ontworpen en is bekleed met aluminium.
De meeste van de 274 woningen in het gebouw hebben naar buiten stekende ramen, waardoor men meerdere richtingen op kan kijken. De eerste zeven verdiepingen van de toren bevatten commerciële ruimte.